# Ricardo Ducent

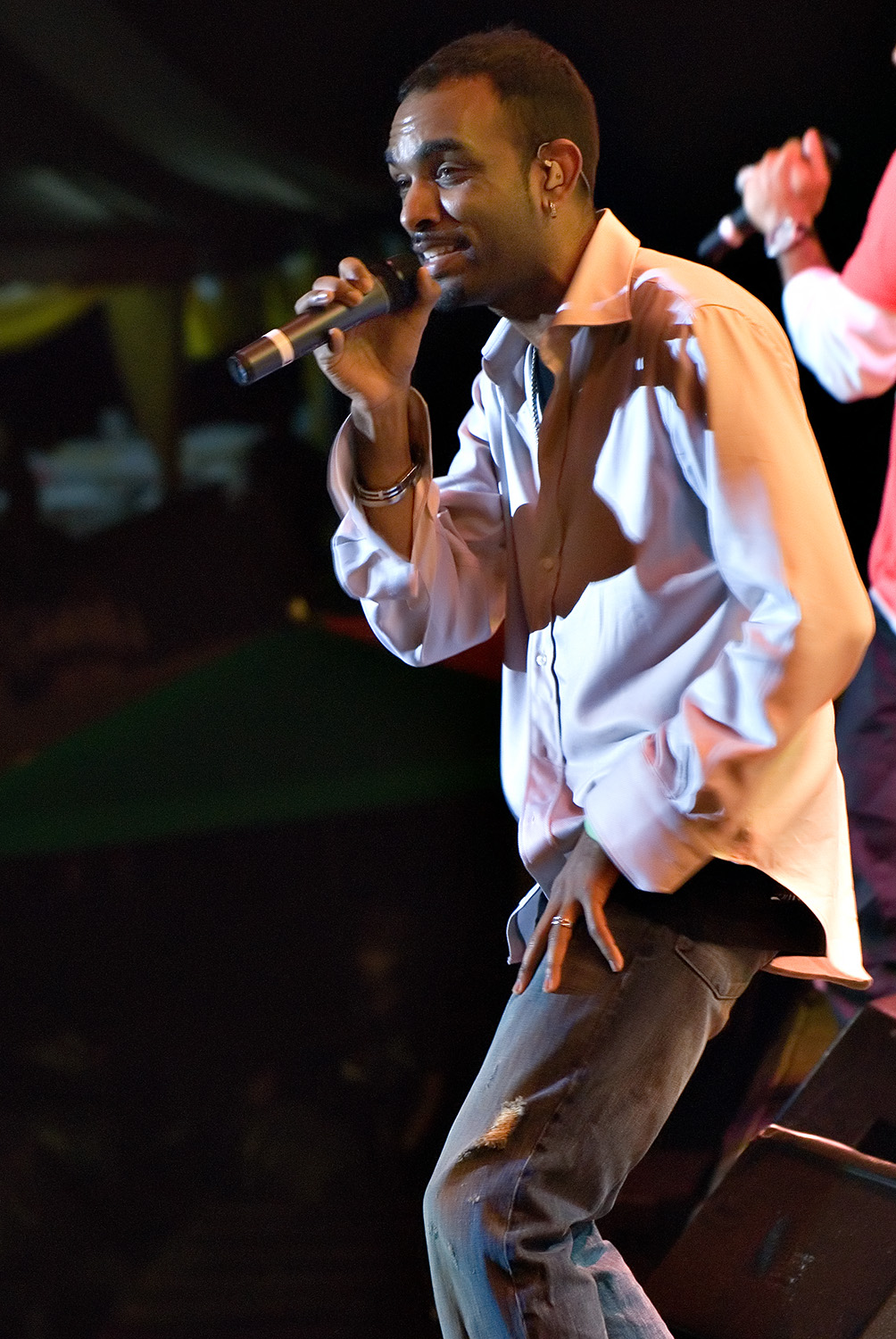
Rik Rok tijdens een liveoptreden.

Richardo George Ducent (Londen, 17 juni 1972), beter bekend onder zijn artiestennaam Rikrok, is een reggae en R&B-zanger. Hij is vooral bekend vanwege zijn lied "It wasn't me" uit 2001, samen met rapper Shaggy, dat wereldwijd een hit werd. Het nummer stond zowel in de Verenigde Staten, Groot-Brittannië als in Nederland op 1 in de hitparades.

## Biografie
Ducents ouders komen van oorsprong uit Jamaica. Toen Ducent 11 jaar was vertrok het gezin vanuit Londen weer terug naar Jamaica. Daar leerde Ducent zingen en liedjes schrijven. Nadat Ducent op Jamaica zijn highschool had afgemaakt ging hij naar de University of the West Indies. In 1995 werd hij achtergrondzanger bij de reggaezangeres Patra. Na een tijd met haar te hebben getoerd, keert hij weer terug na zijn universiteit. Na een optreden met Jamaicaans zangkwartet bood de manager van Shaggy Ducent een songwritingdeal aan. Ducent zong ook op de achtergrond bij de opnames van Shaggy, en hij mocht bij het lied "It wasn't me" op de voorgrond treden. It wasn't me werd in 2001 een hit, en voor Ducent bleef dit zijn enige hit, waarmee hij een eendagsvlieg werd. Later bracht hij nog 6 singles uit, waarvan 2 met Shaggy, maar geen van allen werd een hit.

## Hitnoteringen
| Single met eventuele hitnotering(en) in de Nederlandse Top 40 | Datum van verschijnen | Datum van binnenkomst | Hoogste positie | Aantal weken | Opmerkingen              |
| ------------------------------------------------------------- | --------------------- | --------------------- | --------------- | ------------ | ------------------------ |
| It wasn't me                                                  | 2001                  | 17-02-2001            | 1(7wk)          | 17           | met Shaggy / Alarmschijf |

| Single met hitnotering(en) in de Vlaamse Ultratop 50 | Datum van verschijnen | Datum van binnenkomst | Hoogste positie | Aantal weken | Opmerkingen |
| ---------------------------------------------------- | --------------------- | --------------------- | --------------- | ------------ | ----------- |
| It wasn't me                                         | 2001                  | 24-02-2001            | 1(4wk)          | 21           | met Shaggy  |

## Discografie

### Singles
- 2000: "It Wasn't Me" (samen met Shaggy)
- 2004: "Her Eyes" (samen met Shaggy)
- 2005: "Should I Tell Her"
- 2006: "Tell Me Why"
- 2006: "Forever"
- 2007: "My Love"
- 2007: "Bonafide Girl" (samen met Shaggy)

- Library of Congress Control Number: n2004150314
- MusicBrainz: 9350cc9c-b154-4c04-932c-c7a74c5c4291
- Virtual International Authority File: 41241480
- WorldCat: E39PBJj4qqtVp9KBD49yWTYXVC